# Hilaria Mukapuli
Hilaria Ndiiwana Mukapuli, nacida en Lüderitz, Karas (Namibia), el 4 de abril de 1969, es una trabajadora autónoma que, en la actualidad, es la alcaldesa de su ciudad natal, representando a su partido político, la Organización del pueblo de África del Sudoeste.

## Biografía
Nacida en Lüderitz, estudió en la Diaz Primary School (Lüderitz), en la Olunho Secondary School y en la Nangolo Secondary School (nombres todos estos que han cambiado desde entonces). En 1983 se trasladó a vivir a la región norteña de Oshana, regresando posteriormente a su ciudad natal.
En Lüderitz comenzó su carrera profesional trabajando como procesadora de pescado en la factoría NovaNam, empresa filial de Nueva Pescanova.
Es administradora de su empresa familiar, asesora comunitaria y realizadora de tests rápidos del VIH para el Ministerio de Salud, y trabajadora social comunitaria para uha ONG donde ofrece apoyo y asesoramiento psicológico a muchas personas, como madres VIH positivas, además de pagar las tasas escolares para niños vulnerables.
Mukapuli fue elegida consejera del Ayuntamiento de Lüderitz en 2010 y, en 2013, fue elegida coordinadora del partido SWAPO en el distrito de Lüderitz, cargo que sigue desempeñando en la actualidad. En 2015 fue elegida alcaldesa de Lüderitz, sucediendo a Suzan Ndjaleka. Calvin Mwiya, consejero de SWAPO, fue reelegido como presidente del comité de gestión, mientras que Shipola Shihepo y Johannes Abraham, ambos de la SWAPO, fueron reelegidos como miembros del comité de gestión. Willem Gumede, de SWAPO, y Elizabeth Wilskut, de la Alianza Democrática de Turnhalle (hoy Movimiento Popular Democrático), fueron reelegidos como miembros ordinarios del consejo.
Hilaria Mukapuli declaró, al ser elegida alcaldesa, que sus objetivos principales son la vivienda accesible para todos y la industrialización de nuestra pequeña ciudad costera, mejorar el saneamiento para los asentamientos informales, y trabajar hacia un ambiente sostenible; además, dijo que quería incrementar el número de inversiones locales e internacionales en la ciudad.
Mukapuli prometió trabajar continuamente junto con los otros consejeros, e instó a los residentes de Lüderitz a abrazar los avances o los logros que el consejo alcanzó a lo largo de los años, a pesar de los recortes presupuestarios que afectaron a la implementación de ciertos proyectos. «Independientemente de los retos del día a día, debemos, según la ley de las autoridades locales, continuar creando un ambiente propicio para los residentes, visitantes y potenciales inversores para que podamos desarrollar nuestra ciudad colectivamente», dijo Mukapuli. En 2018 fue reelegida como alcaldesa.